# No habrá paz para los malvados
No habrá paz para los malvados è un film del 2011 diretto da Enrique Urbizu. Il film ha vinto sei Premi Goya nel 2012. Recentemente, è stato annunciato che Sylvester Stallone prenderà parte al remake americano del film, ancora senza una data d'uscita.

## Premi e riconoscimenti
- 2012 - Premio Goya
  - Miglior film
  - Miglior regista a Enrique Urbizu
  - Miglior attore protagonista a José Coronado
  - Migliore sceneggiatura originale a Enrique Urbizu e Michel Gaztambide
  - Miglior montaggio a Pablo Blanco
  - Miglior sonoro a Licio Marcos de Oliveira e Ignacio Royo-Villanova
  - Nomination Miglior attore non protagonista a Juanjo Artero
  - Nomination Miglior produzione a Paloma Molina
  - Nomination Miglior fotografia a Unax Mendía
  - Nomination Miglior colonna sonora a Mario de Benito
  - Nomination Miglior scenografia a Antón Laguna
  - Nomination Migliori costumi a Patricia Monné
  - Nomination Miglior trucco e acconciatura a Montse Boqueras, Nacho Díaz e Sergio Pérez
  - Nomination Migliori effetti speciali a Raúl Romanillos e Chema Remacha
- 2011 - Festival Internazionale del Cinema di San Sebastián
  - Nomination Concha de Oro